# Liste der Kulturdenkmale in Lütjenburg
In der Liste der Kulturdenkmale in Lütjenburg sind alle Kulturdenkmale der schleswig-holsteinischen Stadt Lütjenburg (Kreis Plön) aufgelistet (Stand: 10. März 2025).

## Legende
In den Spalten befinden sich folgende Informationen:
- Objekt-ID: die Nummer des Kulturdenkmales
- Lage: die Adresse des Kulturdenkmales und die geographischen Koordinaten. Kartenansicht, um Koordinaten zu setzen. In der Kartenansicht sind Kulturdenkmale ohne Koordinaten mit einem roten Marker dargestellt und können in der Karte gesetzt werden. Kulturdenkmale ohne Bild sind mit einem blauen Marker gekennzeichnet, Kulturdenkmale mit Bild mit einem grünen Marker.
- Offizielle Bezeichnung: Bezeichnung des Kulturdenkmales
- Beschreibung: die Beschreibung des Kulturdenkmales
- Bild: ein Bild des Kulturdenkmales

## Sachgesamtheiten
| Objekt-ID      | Lage                                                                                 | Offizielle Bezeichnung       | Beschreibung | Bild                             |
| -------------- | ------------------------------------------------------------------------------------ | ---------------------------- | --- | -------------------------------- |
| 54024          | Markt 12 (54° 17′ 35″ N, 10° 35′ 20″ O)                                              | Bürgerhaus mit Stellmacherei | Wohnhaus mit Hofgebäude; marktseitiges Giebelhaus von 1576 mit zur Stellmacherei umgenutzter Scheune von 1884 auf dem zugehörigen Hofgrundstück, beide zweigeschossig in Fachwerk errichtet und prägend für das historische Zentrum Lütjenburgs - Begründung: geschichtlich, künstlerisch, städtebaulich - Schutzumfang: Bürgerhaus, Stellmacherei | BW                               |
| 38603          | Markt 16, Markt u.a., Rosenstraße 2, Rosenstraße u.a. (54° 17′ 33″ N, 10° 35′ 19″ O) | Kornbrennerei D. H. Boll     | ehem. Kornbrennerei D. H. Boll; um 1800 bis Ende 19. Jh.; Backstein-Gebäudeensemble zwischen Marktplatz und Plöner Straße bestehend aus Wohnhaus mit Gastwirtschaft, mehrgeschossiger Brennerei, Backstein-Betriebsgebäude, Fachwerk-Betriebsgebäude, Einfriedungen und Hoffläche - Begründung: geschichtlich, städtebaulich, technisch - Schutzumfang: Wohnhaus mit Gastwirtschaft mit Vorgarten, Einfriedung (Markt 16), Brennerei, Backstein-Betriebsgebäude, FachwerkBetriebsgebäude, Hoffläche (Markt 16/Rosenstraße 2), Fachwerkhaus (Rosenstraße 2), Einfriedung Oberstraße/Rosenstraße, Einfriedung Plöner Straße/Rosenstraße | BW                               |
| 52007          | Mühlenstraße 2, Gildenplatz (54° 17′ 31″ N, 10° 35′ 36″ O)                           | Wurstfabrik Tiedje           | Wurstfabrik Tiedje; Ende 19. Jh. – 1910; am östlichen Ende der Niederstraße gelegenes Ensemble aus Wohn- und Geschäftshaus und Speichergebäude der ehem. Wurstfabrik Tiedje - Begründung: geschichtlich, künstlerisch, städtebaulich - Schutzumfang: Wohn- und Geschäftshaus (Mühlenstraße 2), Speichergebäude (Gildenplatz) | BW                               |
| 39310          | Neuwerkstraße 15, 15a (54° 17′ 39″ N, 10° 35′ 14″ O)                                 | Alter Posthof                | sog. Alter Posthof; 2. Hälfte 17. Jh.; Hofanlage um zweigeschossigen Fachwerkbau, mit Zufahrts- und Hofallee und gepflasterter Hoffläche mit Toranlage, nach Südwesten kleines Fachwerkgebäude - Begründung: geschichtlich, städtebaulich - Schutzumfang: Hauptgebäude, Hofallee, Toranlage, Hofpflaster (Neuwerkstraße 15), südliches Vorgebäude (Neuwerkstraße 15a) | BW                               |
| 52025          | Oberstraße 21 (54° 17′ 33″ N, 10° 35′ 7″ O)                                          | Alte Schmiede Lütjenburg     | Alte Schmiede Lütjenburg; 2. Hälfte 19. Jh.; am westlichen Rand der Altstadt gelegenes Ensemble aus Wohnhaus und Alter Schmiede mit Anbau - Begründung: geschichtlich, städtebaulich - Schutzumfang: Wohnhaus, Alte Schmiede, Nebengebäude | BW                               |
| 39311          | Pankerstraße 2-2b, 2c-g, 2, 2h-i (54° 17′ 41″ N, 10° 35′ 21″ O)                      | „Griebeler Hof“              | sog. Griebeler Hof; 1860-1924; am historischen Stadtteich gelegene, nach mehrfacher Erweiterung U-förmige Anlage des Zimmereibetriebs Griebel aus Wohnhaus, drei Betriebsgebäuden, Einfriedung und Hoffläche Begründung: geschichtlich, künstlerisch, städtebaulich - Schutzumfang: Wohnhaus (Pankerstraße 2-2b), südöstliches Betriebsgebäude (Pankerstraße 2c-g), westliches Betriebsgebäude (Pankerstraße 2hi), Einfriedung, Hoffläche, nördliches Betriebsgebäude (Pankerstraße 2) | BW                               |
| 40026 Wikidata | Wehdenstraße 14, Wehdenstraße (54° 17′ 33″ N, 10° 35′ 28″ O)                         | Kirche St. Michaelis         | Aktualisierung vorgesehen - Begründung: geschichtlich, künstlerisch, städtebaulich, Kulturlandschaft prägend - Schutzumfang: Kirche St. Michaelis mit Ausstattung, Kirchhof, GranitBöschungsmauer, Ziegelmauer (Wehdenstraße); Pastorat (Wehdenstraße 14) | weitere Fotos \| Fotos hochladen |

## Mehrheit von baulichen Anlagen
| Objekt-ID | Lage                                                                                 | Offizielle Bezeichnung                         | Beschreibung | Bild            |
| --------- | ------------------------------------------------------------------------------------ | ---------------------------------------------- | --- | --------------- |
| 40009     | Amakermarkt 13, 22, Neuwerkstraße 18 (54° 17′ 37″ N, 10° 35′ 14″ O)                  | Wohnhäuser Amakermarkt 13, 22/Neuwerkstraße 18 | Wohnhausgruppe; Anfang/Mitte 19. Jh.; am nördlichen Zugang zum Amakermarkt gelegenes Ensemble aus einer zweiteiligen Wohn- und Geschäftshausgruppe östlich und einem Wohnhaus westlich der Straße Amakermarkt - Begründung: geschichtlich, städtebaulich - Schutzumfang: Wohnhäuser (Amakermarkt 13, 22), Wohn- und Geschäftshaus (Neuwerkstraße 18)                                                | BW              |
| 40028     | Markt 1, 2, 3, 4, 24 (54° 17′ 35″ N, 10° 35′ 22″ O)                                  | Wohn- und Geschäftshäuser Markt 1-4, 24        | Reihe von Wohn- und Geschäftshäusern; um 1700 bis Mitte 19. Jh.; östliche Marktplatzbebauung aus ein- bis zweigeschossigen, giebelständigen Fachwerkbauten mit straßenseitigen Backsteinfassaden, Markt 24 reiner Backsteinbau - Begründung: geschichtlich, städtebaulich - Schutzumfang: Apotheke (Markt 1), Wohnhaus (Markt 2), Wohn- und Geschäftshäuser (Markt 3, 24), ehem. Schmiede (Markt 4) | Fotos hochladen |
| 38594     | Niederstraße 1, 3, 5-5a, 7, 9, 11, 13, 15, 17, 19, 21 (54° 17′ 31″ N, 10° 35′ 31″ O) | Wohn- und Geschäftshäuser Niederstraße 1-21    | Reihe von Wohn- und Geschäftshäusern; Anfang 19. bis Anfang 20. Jh.; nahezu geschlossene Bebauung der Südseite der Niederstraße aus ein- bis zweigeschossigen Bauten mit straßenseitigen Backsteinfassaden, im Kern zumeist Fachwerkbauten - Begründung: geschichtlich, städtebaulich - Schutzumfang: Wohn- und Geschäftshäuser Niederstraße 1, 3, 5-5a, 7, 9, 11, 13, 15, 17, 19, 21               | Fotos hochladen |

## Bauliche Anlagen
| Objekt-ID      | Lage                                                      | Offizielle Bezeichnung                         | Beschreibung | Bild                             |
| -------------- | --------------------------------------------------------- | ---------------------------------------------- | --- | -------------------------------- |
| 5315 Wikidata  | Am Bismarckturm (54° 17′ 44″ N, 10° 35′ 24″ O)            | Bismarckturm mit Flachdachanbauten             | Bismarckturm; 1898, 1930; Architekt Hugo Grootoff; 18,5 m hoher Aussichtsturm mit Ziegelfassade in purifizierter historisierender Gestaltung, schiefergedeckte Zelt- und Kegeldächer auf unterschiedlichen Ebenen, auskragende Aussichtsplattform im Obergeschoss, umgebende Flachdachanbauten von 1930 in Backstein - Begründung: geschichtlich, städtebaulich, Kulturlandschaft prägend - Schutzumfang: gesamtes Äußeres - Denkmaltyp: Bauliche Anlage                                                                                           | weitere Fotos \| Fotos hochladen |
| 37729          | Amakermarkt 4 (54° 17′ 34″ N, 10° 35′ 15″ O)              | Wohn- und Geschäftshaus                        | Wohn- und Geschäftshaus; Mitte 19. Jh.; zweigeschossiger, giebelständiger Backsteinbau auf Putzsockel mit Walmdach und Traufgesims - Begründung: geschichtlich, städtebaulich - Schutzumfang: gesamtes Objekt - Denkmaltyp: Bauliche Anlage | BW                               |
| 3212           | Amakermarkt 6 (54° 17′ 34″ N, 10° 35′ 14″ O)              | Wohnhaus                                       | Wohnhaus; im Kern wohl Mitte 17. Jh.; eingeschossiger, giebelständiger Fachwerkbau unter einseitigem Schopfwalmdach, mit Nebengebäude und Einfriedung - Begründung: geschichtlich, städtebaulich - Schutzumfang: Wohnhaus, Nebengebäude, Einfriedung - Denkmaltyp: Bauliche Anlage | BW                               |
| 5314           | Amakermarkt 13 (54° 17′ 37″ N, 10° 35′ 15″ O)             | Wohnhaus                                       | Wohnhaus; 1. Hälfte 19. Jh.; eingeschossiger traufständiger Backsteinbau auf Granitquadersockel mit pfannengedecktem Schopfwalmdach und mittigem übergiebeltem Zwerchhaus, aufwändiges Stuckdekor in neogotischen Formen - Begründung: geschichtlich, künstlerisch, städtebaulich - Schutzumfang: gesamtes Objekt - Denkmaltyp: Bauliche Anlage, Mehrheit von baulichen Anlagen: Wohnhäuser Amakermarkt 13, 22/Neuwerkstraße 18Formen | BW                               |
| 37728          | Amakermarkt 22 (54° 17′ 37″ N, 10° 35′ 14″ O)             | Wohnhaus                                       | Wohnhaus; Anfang 19. Jh.; eingeschossiger, traufständiger Fachwerkbau auf hohem Sockel mit Backsteinfassade und Halbwalmdach - Begründung: geschichtlich, städtebaulich - Schutzumfang: gesamtes Objekt - Denkmaltyp: Bauliche Anlage, Mehrheit von baulichen Anlagen: Wohnhäuser Amakermarkt 13, 22/Neuwerkstraße 18 | BW                               |
| 38569          | Bergstraße (54° 17′ 44″ N, 10° 35′ 31″ O)                 | Ehrenmalanlage                                 | Ehrenmalanlage; 1920er/1950er Jahre; terrassenförmige Anlage mit Toranlage und Ehrenmal aus Feldsteinmauerwerk, Gedenk- und Namenssteinen, Rasenflächen, schmiedeeiserner Einfriedung und Treppenweg - Begründung: geschichtlich, städtebaulich, Kulturlandschaft prägend - Schutzumfang: Ehrenmalanlage, Ehrenmal für die Gefallenen beider Weltkriege, Gedenkstein für die Opfer des NS-Regimes, Gedenkstein "Wanderer", Namenssteine, Gedenkstein für die Opfer der Vertreibung 1939-1945, Toranlage, Einfriedung - Denkmaltyp: Bauliche Anlage | BW                               |
| 52008          | Gildenplatz (54° 17′ 31″ N, 10° 35′ 37″ O)                | Speichergebäude                                | Speichergebäude; Ende 19. Jh.; hoher, dreigeschossiger Backsteinbau unter Satteldach - Begründung: geschichtlich, städtebaulich - Schutzumfang: gesamtes Objekt - Denkmaltyp: Bauliche Anlage, Sachgesamtheit: Wurstfabrik Tiedje | BW                               |
| 5317 Wikidata  | Markt 1 (54° 17′ 34″ N, 10° 35′ 26″ O)                    | Apotheke                                       | Alteintragung (Aktualisierung vorgesehen) - Begründung: geschichtlich, städtebaulich - Schutzumfang: gesamtes Objekt - Denkmaltyp: Bauliche Anlage, Mehrheit von baulichen Anlagen: Wohn- und Geschäftshäuser Markt 1-4, 24 | Fotos hochladen                  |
| 5318 Wikidata  | Markt 2 (54° 17′ 34″ N, 10° 35′ 25″ O)                    | Wohnhaus                                       | Alteintragung (Aktualisierung vorgesehen) - Begründung: geschichtlich, städtebaulich - Schutzumfang: gesamtes Objekt - Denkmaltyp: Bauliche Anlage, Mehrheit von baulichen Anlagen: Wohn- und Geschäftshäuser Markt 1-4, 24 | Fotos hochladen                  |
| 5319 Wikidata  | Markt 3 (54° 17′ 34″ N, 10° 35′ 25″ O)                    | Wohn- und Geschäftshaus                        | Alteintragung (Aktualisierung vorgesehen) - Begründung: geschichtlich, städtebaulich - Schutzumfang: gesamtes Objekt - Denkmaltyp: Bauliche Anlage, Mehrheit von baulichen Anlagen: Wohn- und Geschäftshäuser Markt 1-4, 24 | Fotos hochladen                  |
| 5320 Wikidata  | Markt 4 (54° 17′ 35″ N, 10° 35′ 25″ O)                    | Wohnhaus mit Gewerbe                           | Alteintragung (Aktualisierung vorgesehen) - Begründung: geschichtlich, städtebaulich - Schutzumfang: gesamtes Objekt - Denkmaltyp: Bauliche Anlage, Mehrheit von baulichen Anlagen: Wohn- und Geschäftshäuser Markt 1-4, 24 | Fotos hochladen                  |
| 3382 Wikidata  | Markt 12 (54° 17′ 35″ N, 10° 35′ 20″ O)                   | Fachwerk-Giebelhaus                            | ehem. Wohn- und Wirtschaftsgebäude; 1576; zweigeschossiger, giebelständiger Fachwerkbau mit zweifach vorkragenden Giebeln und spätbarocker Oberlichttür, das Fachwerk aufwendig verziert und teils farbig gefasst, ältester Profanbau Lütjenburgs - Begründung: geschichtlich, künstlerisch, städtebaulich - Schutzumfang: gesamtes Objekt - Denkmaltyp: Bauliche Anlage, Sachgesamtheit: Bürgerhaus mit Stellmacherei | Fotos hochladen                  |
| 5322 Wikidata  | Markt 16 (54° 17′ 33″ N, 10° 35′ 20″ O)                   | Wohn- und Geschäftshaus (Kornbrennerei)        | Wohnhaus mit Gastwirtschaft; im Kern um 1800, mehrfach erweitert; eingeschossiger Bau in Ecklage auf Granitquadersockel mit Schopfwalmdach, im Kern Fachwerk; zum Markt umfriedeter Vorgarten mit Linde - Begründung: geschichtlich, städtebaulich - Schutzumfang: Wohnhaus mit Gastwirtschaft, Vorgarten, Einfriedung - Denkmaltyp: Bauliche Anlage, Sachgesamtheit: Kornbrennerei D. H. Boll | Fotos hochladen                  |
| 5325 Wikidata  | Markt 24 (54° 17′ 33″ N, 10° 35′ 26″ O)                   | Wohn- und Geschäftshaus                        | Alteintragung (Aktualisierung vorgesehen) - Begründung: geschichtlich, städtebaulich - Schutzumfang: gesamtes Objekt - Denkmaltyp: Bauliche Anlage, Mehrheit von baulichen Anlagen: Wohn- und Geschäftshäuser Markt 1-4, 24 | Fotos hochladen                  |
| 5323 Wikidata  | Markt u.a. (Plöner Straße) (54° 17′ 31″ N, 10° 35′ 20″ O) | ehem. Kornbrennerei: mehrgeschossige Brennerei | Mehrgeschossige Brennerei; 1892; traufständiger Backsteinbau mit flach geneigtem, weit auskragendem Satteldach, an der Südseite übergiebelter Mittelrisalit, an der Nordseite kurzer Seitenflügel - Begründung: geschichtlich, städtebaulich, technisch - Schutzumfang: Brennerei, - Denkmaltyp: Bauliche Anlage, Sachgesamtheit: Kornbrennerei D. H. Boll | Fotos hochladen                  |
| 11914 Wikidata | Markt u.a. (Plöner Straße) (54° 17′ 32″ N, 10° 35′ 19″ O) | ehem. Kornbrennerei: Backstein-Betriebsgebäude | Backstein-Betriebsgebäude; Ende 19. Jh.; dreigeschossiger Backsteinbau mit Eiskeller und flachgeneigtem Satteldach - Begründung: geschichtlich, städtebaulich, technisch - Schutzumfang: Backstein-Betriebsgebäude, - Denkmaltyp: Bauliche Anlage, Sachgesamtheit: Kornbrennerei D. H. Boll | Fotos hochladen                  |
| 11915 Wikidata | Markt u.a. (Plöner Straße) (54° 17′ 32″ N, 10° 35′ 19″ O) | ehem. Kornbrennerei: Fachwerk-Betriebsgebäude  | Fachwerk-Betriebsgebäude; Ende 19. Jh.; zweigeschossiger Bau unter Satteldach, Erdgeschoss und Giebel massiv in Backstein ausgeführt, Obergeschoss und Drempel mit Fachwerk, nach Norden zweiläufige Freitreppe - Begründung: geschichtlich, städtebaulich, technisch - Schutzumfang: Fachwerk-Betriebsgebäude, - Denkmaltyp: Bauliche Anlage, Sachgesamtheit: Kornbrennerei D. H. Boll | Fotos hochladen                  |
| 22904          | Mensingstraße (54° 17′ 24″ N, 10° 35′ 22″ O)              | Friedhof                                       | Friedhof; 1841; orthogonales Wegesystem mit zwei Rondells, Hauptwege, Rondells und Einfriedung mit Linden gesäumt, Eingangssituation betont durch Natursteinpfeiler und Gusseisentoren - Begründung: geschichtlich, städtebaulich - Schutzumfang: Friedhof, Eingangstor, Lindenkranz, zwei Lindenrondelle - Denkmaltyp: Bauliche Anlage | BW                               |
| 5327           | Mühlenstraße 2 (54° 17′ 31″ N, 10° 35′ 36″ O)             | Wohn- und Geschäftshaus                        | Wohn- und Geschäftshaus; 1910 (i); zweigeschossiger, repräsentativer Backsteinbau in Ecklage unter Walmdach, das Erdgeschoss, zwei Risalite mit neubarocken Schweifgiebeln und zwei Gesimse in Putz - Begründung: geschichtlich, künstlerisch, städtebaulich - Schutzumfang: Wohn- und Geschäftshaus, - Denkmaltyp: Bauliche Anlage, Sachgesamtheit: Wurstfabrik Tiedje | BW                               |
| 3383 Wikidata  | Neuwerkstraße 7 (54° 17′ 38″ N, 10° 35′ 18″ O)            | Wohnhaus                                       | Alteintragung (Aktualisierung vorgesehen) - Begründung: Alteintragung (Aktualisierung vorgesehen) - Schutzumfang: Alteintragung (Aktualisierung vorgesehen) - Denkmaltyp: Bauliche Anlage | Fotos hochladen                  |
| 3384 Wikidata  | Neuwerkstraße 15 (54° 17′ 39″ N, 10° 35′ 14″ O)           | Alter Posthof: Hauptgebäude                    | Hauptgebäude; 17. Jh.; zweigeschossiger traufständiger Fachwerkbau unter Walmdach - Begründung: geschichtlich, städtebaulich - Schutzumfang: gesamtes Objekt - Denkmaltyp: Bauliche Anlage, Sachgesamtheit: Alter Posthof | Fotos hochladen                  |
| 3385 Wikidata  | Neuwerkstraße 15a (54° 17′ 39″ N, 10° 35′ 14″ O)          | Alter Posthof: südliches Vorgebäude            | südwestliches Vorgebäude; Ende 18. Jh.; eingeschossiger Fachwerkbau unter Mansardwalmdach - Begründung: geschichtlich, städtebaulich - Schutzumfang: gesamtes Objekt - Denkmaltyp: Bauliche Anlage, Sachgesamtheit: Alter Posthof | Fotos hochladen                  |
| 38593 Wikidata | Neverstorfer Straße 18 (54° 17′ 42″ N, 10° 35′ 37″ O)     | Wohnhaus                                       | Wohnhaus; um 1900-1910; eingeschossiger Putzbau mit Mansardwalmdach, malerische Zierelemente in Backstein und Fachwerk, Frontseite mit Runderker und Zwerchhaus, bauzeitliche Ausstattung im Innern - Begründung: geschichtlich, städtebaulich - Schutzumfang: gesamtes Objekt - Denkmaltyp: Bauliche Anlage | BW                               |
| 5344           | Niederstraße 16 (54° 17′ 32″ N, 10° 35′ 35″ O)            | Wohnhaus                                       | Wohnhaus; Anfang 19. Jh.; eingeschossiger, giebelständiger Backsteinbau mit pfannengedecktem Mansardhalbwalmdach, Nebengebäude - Begründung: geschichtlich, städtebaulich - Schutzumfang: Wohnhaus, Nebengebäude - Denkmaltyp: Bauliche Anlage | BW                               |
| 3386 Wikidata  | Oberstraße 7 (54° 17′ 33″ N, 10° 35′ 17″ O)               | Rathaus                                        | Alteintragung (Aktualisierung vorgesehen) - Begründung: Alteintragung (Aktualisierung vorgesehen) - Schutzumfang: Alteintragung (Aktualisierung vorgesehen) - Denkmaltyp: Bauliche Anlage | Fotos hochladen                  |
| 3387 Wikidata  | Oberstraße 15 (54° 17′ 33″ N, 10° 35′ 13″ O)              | Wohn- und Geschäftshaus                        | Alteintragung (Aktualisierung vorgesehen) - Begründung: Alteintragung (Aktualisierung vorgesehen) - Schutzumfang: Alteintragung (Aktualisierung vorgesehen) - Denkmaltyp: Bauliche Anlage | Fotos hochladen                  |
| 5347           | Oberstraße 21 (54° 17′ 32″ N, 10° 35′ 7″ O)               | Wohnhaus                                       | Wohnhaus; 19. Jh.; eingeschossiger, traufständiger Backsteinbau mit Schopfwalmdach und breitem, mittigem Zwerchhaus - Begründung: geschichtlich, städtebaulich - Schutzumfang: gesamtes Objekt - Denkmaltyp: Bauliche Anlage, Sachgesamtheit: Alte Schmiede Lütjenburg | BW                               |
| 4008           | Pankerstraße 2 - 2b (54° 17′ 41″ N, 10° 35′ 22″ O)        | Wohnhaus                                       | Wohnhaus; 1860; zweigeschossiger traufständiger Backsteinbau mit Schopfwalmdach und übergiebeltem Mittelrisalit, 1900 Umbau und zweigeschossige Erweiterung mit Satteldach nach Süden - Begründung: geschichtlich, künstlerisch, städtebaulich - Schutzumfang: gesamtes Objekt - Denkmaltyp: Bauliche Anlage, Sachgesamtheit: "Griebeler Hof" | BW                               |
| 5326           | Pankerstraße 2 c-g (54° 17′ 40″ N, 10° 35′ 21″ O)         | südöstliches Betriebsgebäude                   | südöstliches Betriebsgebäude; 1914; an das Wohnhaus nach Süden anschließender, zweigeschossiger Backsteinbau auf T-förmigem Grundriss mit Schopfwalmdach und Satteldach - Begründung: geschichtlich, städtebaulich - Schutzumfang: gesamtes Objekt - Denkmaltyp: Bauliche Anlage, Sachgesamtheit: "Griebeler Hof" | BW                               |
| 39576          | Pankerstraße 6 (54° 17′ 43″ N, 10° 35′ 17″ O)             | Altes Feuerwehrgerätehaus                      | Altes Feuerwehrgerätehaus; 1928; zweigeschossiger traufständiger Backsteinbau mit Walmdach und übergiebeltem Mittelrisalit - Begründung: geschichtlich, städtebaulich - Schutzumfang: gesamtes Objekt - Denkmaltyp: Bauliche Anlage | BW                               |
| 5348           | Plöner Straße 2 (54° 17′ 31″ N, 10° 35′ 26″ O)            | Altes Pastorat                                 | Altes Pastorat; 1827; eingeschossiger traufständiger Backsteinbau mit Schopfwalmdach - Begründung: geschichtlich, städtebaulich - Schutzumfang: gesamtes Äußeres - Denkmaltyp: Bauliche Anlage | BW                               |
| 5350 Wikidata  | Rosenstraße 2 (54° 17′ 32″ N, 10° 35′ 18″ O)              | Fachwerkhaus (Kornbrennerei)                   | Wohnhaus; wohl 18. Jahrhundert; kleiner, eingeschossiger Fachwerkbau, traufständig unter ziegelgedecktem Schopfwalmdach - Begründung: geschichtlich, städtebaulich - Schutzumfang: Fachwerkhaus, - Denkmaltyp: Bauliche Anlage, Sachgesamtheit: Kornbrennerei D. H. Boll | Fotos hochladen                  |
| 38606          | Vogelberg 16 (54° 17′ 46″ N, 10° 35′ 28″ O)               | Haus Witte                                     | Haus Witte; um 1925, Bauherr Heinrich Witte; eingeschossiger traufständiger Backsteinbau im Heimatschutzstil auf hohem Sockel mit Walmdach, an beiden Längsseiten zweigeschossiges übergiebeltes Zwerchhaus, Einfriedung - Begründung: geschichtlich, städtebaulich - Schutzumfang: Haus Witte, Einfriedung - Denkmaltyp: Bauliche Anlage | BW                               |
| 5351 Wikidata  | Wehdenstraße 14 (54° 17′ 34″ N, 10° 35′ 31″ O)            | Pastorat                                       | Alteintragung (Aktualisierung vorgesehen) - Begründung: geschichtlich, künstlerisch, städtebaulich - Schutzumfang: Alteintragung (Aktualisierung vorgesehen) - Denkmaltyp: Bauliche Anlage, Sachgesamtheit: Kirche St. Michaelis | Fotos hochladen                  |
| 3381 Wikidata  | Wehdenstraße (54° 17′ 33″ N, 10° 35′ 28″ O)               | Kirche St. Michaelis mit Ausstattung           | Alteintragung (Aktualisierung vorgesehen) - Begründung: geschichtlich, künstlerisch, städtebaulich - Schutzumfang: gesamtes Objekt - Denkmaltyp: Bauliche Anlage, Sachgesamtheit: Kirche St. Michaelis | weitere Fotos \| Fotos hochladen |

## Gründenkmale
| Objekt-ID      | Lage                                        | Offizielle Bezeichnung | Beschreibung | Bild                             |
| -------------- | ------------------------------------------- | ---------------------- | --- | -------------------------------- |
| 38557 Wikidata | Vogelberg (54° 17′ 46″ N, 10° 35′ 22″ O)    | Doppeleiche            | Doppeleiche mit Gedenkstein; 1898, schleswig-holsteinische Doppeleiche, davor Feldstein mit Inschrift - Begründung: geschichtlich, städtebaulich, Kulturlandschaft prägend - Schutzumfang: Doppeleiche, Gedenkstein - Denkmaltyp: Gründenkmal | weitere Fotos \| Fotos hochladen |
| 22902 Wikidata | Wehdenstraße (54° 17′ 33″ N, 10° 35′ 29″ O) | Kirchhof               | Alteintragung (Aktualisierung vorgesehen) - Begründung: geschichtlich, städtebaulich, Kulturlandschaft prägend - Schutzumfang: Kirchhof, Granit-Böschungsmauer, Ziegelmauer - Denkmaltyp: Gründenkmal, Sachgesamtheit: Kirche St. Michaelis   | Fotos hochladen                  |

## Quelle
- Liste der Kulturdenkmale in Schleswig-Holstein – Kreis Plön (PDF)

- Karte mit allen Koordinaten:
- OSM |
- WikiMap